# Educação na Argentina
A educação na Argentina é responsabilidade do governo nacional, das províncias e dos distritos federais, e das instituições privadas, apesar das recomendações básicas terem sido historicamente feitas pelo Ministério da Educação.
A educação é gratuita e obrigatória por 9 anos (a Educação Primária Básica, e a Educação Secundária Básica), e tem sido expandida sendo quase universal, e a manutenção desta situação se mantém no centro dos debates políticos e culturais.
A história da educação passou por várias revoltas. Mas começou a ganhar peso a partir do governo do presidente Domingo Faustino Sarmiento (1868 - 1874). Sarmiento fomentou a imigração, trouxe educadores europeus e construiu escolas e bibliotecas em todo o país, dobrando o número de matrículas de alunos no final de seu mandato. O dia dos professores coincide com o dia em que Sarmiento morreu, dia 11 de setembro, para comemorar o trabalho realizado por este presidente.
Atualmente, a educação na Argentina é considerada como uma das mais avançadas e progressistas da América Latina, e firmemente reconhecida e destacada por diversos organismos internacionais, como a UNESCO e a UNICEF. O país conta com três ganhadores do Prêmio Nobel de ciências: Luis Federico Leloir, Bernardo Houssay e César Milstein.

## História

### A colônia

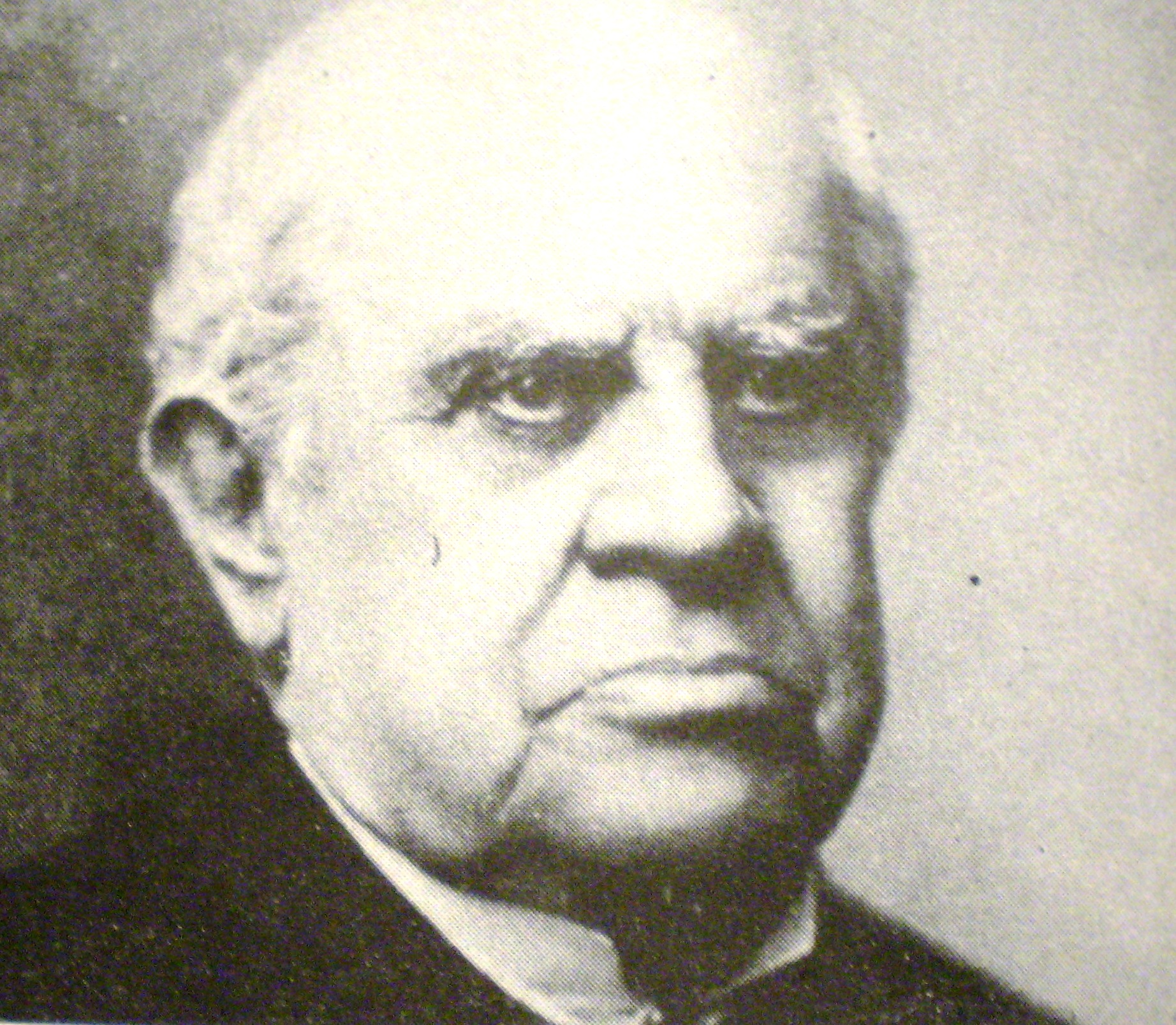
Domingo Faustino Sarmiento foi o principal responsável pela educação na Argentina.

Nos primeiros anos de povoamento do atual território argentino, a educação estava centrada na educação primária a cargo das ordens religiosas (franciscanos, dominicanos e mais tarde jesuítas) e baseada na evangelização e no uso da língua espanhola com caráter obrigatório. Durante o governo de Hernando Arias de Saavedra se estabeleceram as primeiras escolas no atual território argentino. Em 1609 cerca de 150 alunos frequentavam estes estabelecimentos. Houve alguns intentos por parte do estado em ampliar a educação pública como, por exemplo, a obrigação por parte dos cabildos de prover fundos públicos, casas apropriadas para as escolas, e a admissão de um certo número de alunos pobres, que deveriam receber uma educação igual a dos outros alunos.Se cobravam taxas de um peso por mês para ler, e dois pesos para ler, escrever e contar.
Em 1613 se fundou a primeira universidade do país: a Universidad de Córdoba, a mando dos jesuítas e dominicos, sustentada em uma concepção filosófica aristotélica-tomista, se propondo a formar o alto clero e a burocracia colonial.
A partir do século XIX a burguesia crioula adotou os ideais do Iluminismo. A educação se orientou pelo comércio, a marinha, a agricultura, e os ofícios, com caráter prático e utilitário. Autores como Copérnico, René Descartes e Newton formavam parte do corpo de textos universitários.
É possível traçar até Belgrano os primeiros esforços sistemáticos para impulsionar a educação em todos os seus níveis. Durante seu trabalho como Secretário do Consulado de Comercio de Buenos Aires, fundou a Escuela de Náutica e a Escuela de Matemáticas. Impulsionou incansavelmente a criação da Academia de Geometría y Dibujo, Escuela de Comercio, una academia de Matemáticas e uma academia de Arquitetura e Perspectiva. Belgrano impulsionó tanto a educação primária, como a técnica e universitária, em um contexto hostil, onde a Coroa boicoteava qualquer esforço de educação em suas colônias. Também se credita a Belgrano a educação das mulheres, algo pouco comum no começo do século XIX.
Após a criação da declaração de independência da Argentina em 1816 se implementou o sistema lancasteriano que, apoiando-se em alunos monitores, tentava compensar as desigualdades na sala de aula. Se tratava, de uma educação memorística sustentada em uma rígida disciplina.

### A Constituição Nacional
A Constituição Nacional de 1853 estabeleceu o direito de educar e ensinar como uma responsabilidade atribuída aos governos provinciais. Um dos pioneiros neste sentido foi o governo da Província de Corrientes. Uma lei de 1857 estabeleceu como um dos destinos da verba do governo a fundação de escolas. Seguindo este exemplo, se realizaram as primeiras experiências na Província de Buenos Aires, que sancionou sua Lei de Educação em 1875. As bibliotecas populares, no entanto, eram as responsáveis pela instrução das mulheres, e foi Juana Manso a primeira Diretora de uma escola mista em Buenos Aires. Em 1864, sob ordens de Bartolomé Mitre, se fundou o Colegio Nacional de Buenos Aires  sob dependência da Universidade, criada em 1821. Seguindo o mesmo modelo institucional foram criadas outras escolas nacionais em San Fernando del Valle de Catamarca, San Miguel de Tucumán, Mendoza, San Juan e Salta.
Foi neste período que o Presidente Domingo Faustino Sarmiento (1868 - 1874) iniciou um plano educacional efetivo para o país, dando ênfase em atualizar o país com práticas adotadas nos países desenvolvidos. Sarmiento encorajou a imigração e a moradia de educadores europeus e construiu escolas e bibliotecas públicas por todo o país. O programa no fim dobrou o número de estudantes matriculados. Durante este período a Escuela Normal de Paraná abriu suas portas, e sob ordens de Sarmiento chegaram ao país 65 professores americanos.

### A primeira greve
Durante a presidência de Julio Argentino Roca, em 1881, se produziu a primeira greve de docentes na Argentina. Os professores da Escuela Graduada y Superior de San Luis, liderados pela sua diretora, Enriqueta Lucero de Lallemant, levaram adiante a medida de força reclamando por um atraso no pagamento de seus salários e contra os cortes nos salários de todos os empregados públicos que vinham sendo feitos desde 1874 durante a presidência de Avellaneda, que decidiu enfrentar a crise econômica diminuindo os salários e despedindo empregados do estado.

### Fim do regime conservador
A educação teve um papel central na constituição da nação, considerada uma condição essencial para fazer do país uma república. Foi neste contexto que se sancionou a Lei 1420 da Educação Comum, sancionada em 1884 estabelecendo seu caráter obrigatório, estatal, laico, e graduado. A característica não-religiosa do sistema afetou as relações entre o estado e a igreja católica, tanto do clero local como do Vaticano através de representantes diplomáticos da Santa Sé.
Nas primeiras décadas do século XX, a população de alunos se duplicou, alcançando praticamente 70% das crianças com idade entre 6 e 13 anos. Em 1910 se aprofundou a ideia entre os patriotas de consolidar uma concepção unificadora da identidade nacional. Seguindo esta linha de ação, se sancionou a Lei Láinez, que versava sobre a influência do estado nacional nos sistemas educativos provinciais. Por outro lado, na universidade teve lugar uma profunda democratização de seus líderes, através da Reforma Universitária de 1918. Paralelamente, a discussão sobre a reforma no ensino médio entre 1916 e 1917 girou em torno do processo de ampliação política.

### Ditadura
A educação religiosa na escola pública se re-estabeleceu em dezembro de 1943, durante a breve ditadura de Pedro Pablo Ramírez e se manteve em 1946 quando Juan Domingo Perón assumiu o governo. Em 1954 durante um conflito com a Igreja Católica Perón acabou com a educação religiosa.
Durante seu governo (1946–1955), a educação pública foi utilizada para propiciar um culto pessoal sobre as figuras do presidente e de sua esposa (imagens de Perón e Evita eram incluídas várias vezes no material educativo, fragmentos de seus discursos e escritos foram utilizados como material de leitura, etc).
No país se amplio o alcance e a vigência dos direitos sociais repercutindo no aumento do número de matrículas nas escolas.

### Desenvolvimento econômico
Com o desenvolvimento econômico se fortaleceram as escolas técnicas e foi feito um processo de sistematização da educação secundária. A partir do início da década de 1960 começaram a soprar ares de renovação nas aulas: surgiram os questionamentos e começou a se fortalecer a opção de uma educação problematizadora sob a influência de Paulo Freire e as novas correntes pedagógicas.

### Interrupção democrática
As interrupções democráticas de 1966-1973 e o processo militar de 1976-1983 foram golpes pesados na educação, diminuindo a liberdade das igrejas, e postulando a seleção de conteúdos fundamentalistas e obsoletos. Dois eventos trágicos: La Noche de los bastones largos - que significou um duro golpe para a universidade pública - e La Noche de los lápices - um golpe selvagem a participação estudantil secundária - ilustram claramente a situação. O retorno da democracia permitiu mudanças e transformações que ainda hoje continuam em processo de implementação e evolução.
A educação pública, como o resto da cultura argentina, sofreu muito com a crise econômica da década de 1990. Eu ensino superior da Argentina conseguiu alcançar níveis de excelência mundial na década de 1960. Até 2013 Argentina educado cinco ganhadores do Prêmio Nobel, três nas ciências: Luis Federico Leloir, Bernardo Houssay e César Milstein e dois em paz: Carlos Saavedra Lamas e Adolfo Pérez Esquivel, o maior número na América Latina países como a Irlanda ou a Espanha superando. Além disso, a partir de 2010, os argentinos são os únicos latino-americanos nunca ter sido homenageado com o Prêmio Schock Rolf.

## Características
A educação na Argentina é dividida em três fases. A primeira, a educação primária, compreende da primeira a sexta série, e é chamada Educación General Básica, ou EGB, EGB é dividida em dois estágios, chamados ciclos:
1. EGB I: 1ª, 2ª e 3ª séries
2. EGB II: 4ª, 5ª e 6ª séries

O segundo nível é a educação secundária básica (ESB), o EGB III, que compreende a 7ª, 8ª e 9ª séries (1º, 2º e 3º ano da ESB). Uma vez terminado o ESB o estudante termina o período de educação compulsória e pode optar por continuar ao terceiro nível e por começar sua educação secundária superior (ESS), chamada Polimodal, que normalmente dura de 2 a 3 anos.
O quarto estágio é a educação superior. Este nível só é aplicado pelas províncias que adotaram o sistema educacional. As outras províncias seguem com o velho sistema de 6 anos de educação primária e 5 de secundária (Buenos Aires, Córdoba, Rio Negro, La Pampa, etc).
A educação é mantida por taxas pagas em todos os níveis de educação, exceto para a maioria das faculdades. Há várias escolas privadas para o primário, secundário e superior.

### Educação primária

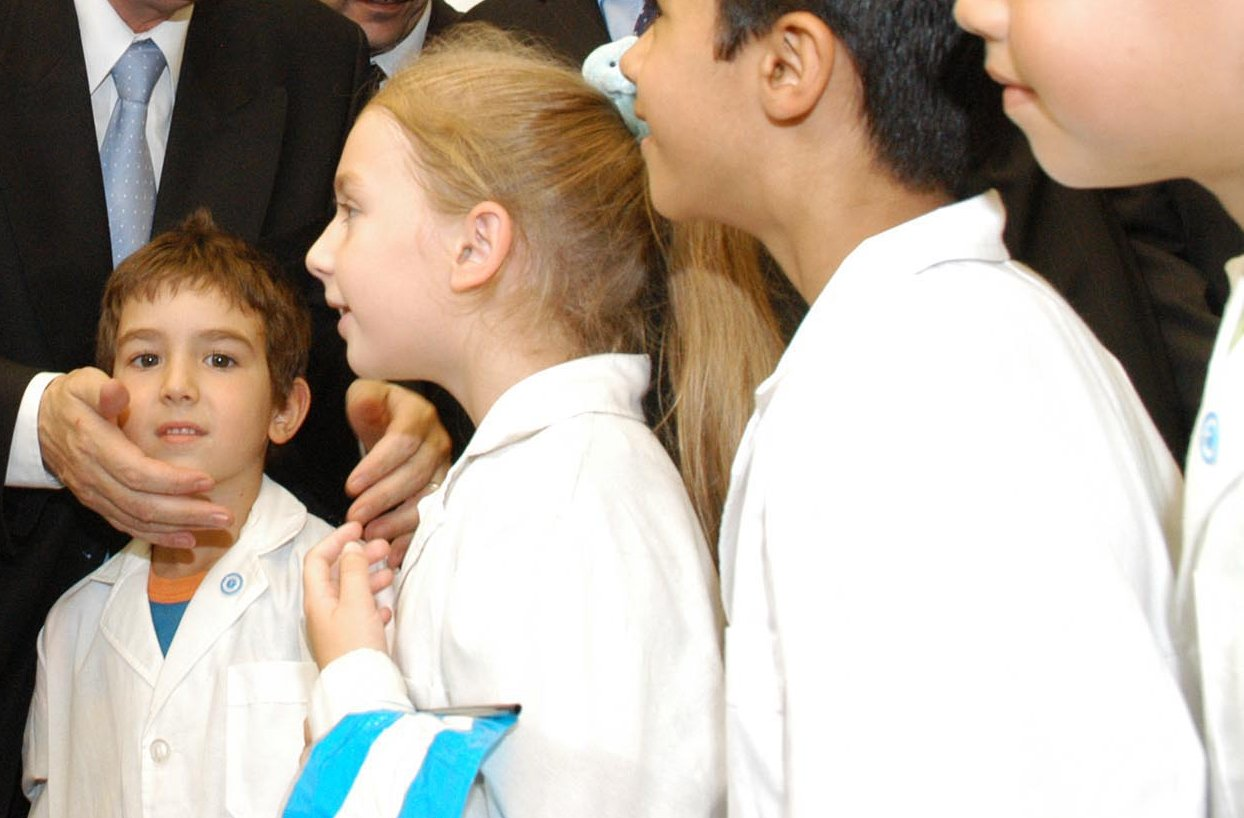
O tradicional uniforme branco dos estudantes primários, símbolo nacional da educação.

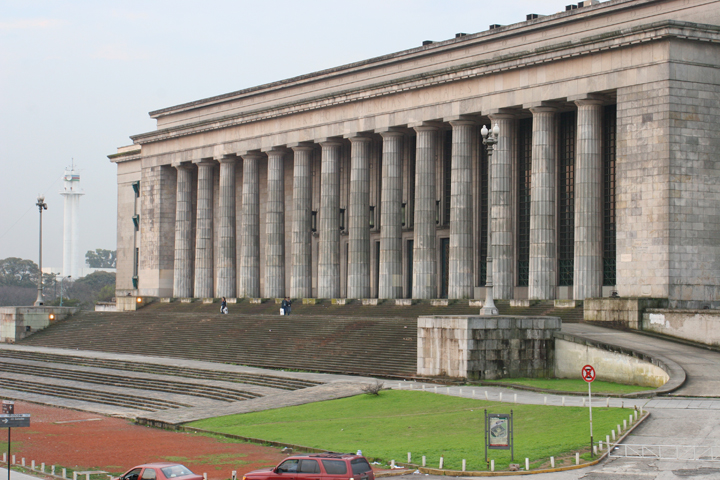
Faculdade de Direito da Universidade de Buenos Aires.

A educação primária compreende os primeiros dois ciclos do EGB (da 1ª até a 6ª série), é obrigatória para todos os estudantes Por causa do sistema que estava sendo seguido até 1995 (7 anos de escola primária mais 5 ou 6 anos de escola secundária), as escolas primárias costumavam oferecer da 1ª até a 7ª série, apesar da maioria estar se convertendo para aceitar a 8ª e 9ª série, e outras escolhendo eliminar a 7ª série, forçando os estudantes a completarem o 3º ciclo em outra instituição.

### Educação secundária

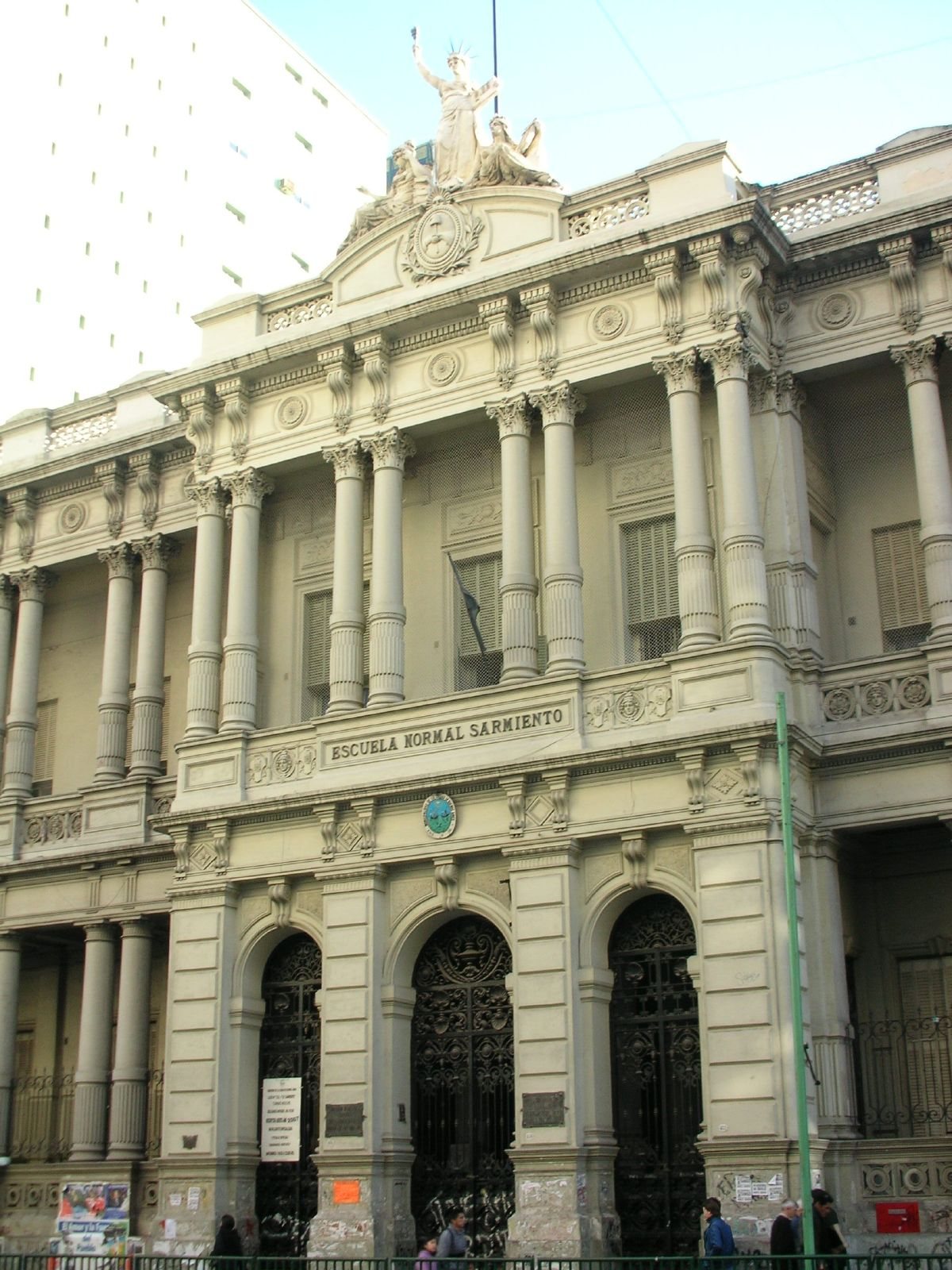
Escola Secundária em Buenos Aires.

A educação secundária na Argentina é chamada Polimodal, já que ela permite ao estudante escolher a sua orientação. Polimodal ainda não é mandatória mas completá-la é um requisito para entrar nas universidades espalhadas pelo país. Polimodal dura normalmente 3 anos, apesar de algumas escolas terem um 4º ano.
Ao contrário do que ocorre nas escolas primárias, a maioria das escolas secundárias da Argentina continham a 8ª e 9ª série, mais o Polimodal, mas então começaram a conversão para aceitar também a 7ª série, e assim permitindo manter os mesmos alunos para todo o 3º ciclo do EGB.
Em dezembro de 2006 a câmera dos deputados do congresso da Argentina aprovou uma nova Lei Nacional de Educação, tornando o Polimodal também mandatório, e o governo espera implementar o sistema gradualmente começando em 2007.
A rede de escolas vocacionais da Argentina, muitas mantidas pela National Technological University (UTN), historicamente tem sendo alternativas viáveis também.

### Educação superior
A Argentina mantém uma rede de 38 universidades nacionais gratuitas, financiadas pelo Ministério da Educação, desde 1946. Universidades privadas e paroquiais são também abundantes, totalizando 46 institutos ativos; mas seu custo normalmente os reserva apenas para os estudantes mais afluentes, e eles ensinam a aproximadamente um sexto dos estudantes de graduação. Ao todo, mais de 1,5 milhão de estudantes atendem a instituições de ensino de pós-graduação na Argentina anualmente.
As mais importantes universidades nacionais são a University of Buenos Aires (a maior, com 300 mil estudantes), a Universidad Nacional de Córdoba (110 mil estudantes e uma das mais velhas do continente), Universidad Nacional de La Plata (90 mil estudantes), Universidad Nacional de Rosario (75 mil estudantes) e a National Technological University (70 mil estudantes) estão entre as mais importantes.
As universidades públicas passaram por cortes na verba durante as décadas de 1980 e 1990, o que causou um declínio na qualidade média do ensino.[carece de fontes?] A reforma universitária em 1918 formou a atual representação em tripartite da maioria das universidades públicas.

## Cobertura e qualidade
Atualmente o país tem um índice de alfabetização de 97% e três em cada oito adultos acima de 20 anos completaram os estudos da escola secundária ou superior.
Apesar da alfabetização ser quase universal no início de 1947, a maioria dos jovens tinha pouco acesso a educação depois dos sete anos obrigatórios durante a primeira metade do século XX; após isso, quando o sistema de educação gratuita foi estendida para o secundário e a universidade, a demanda por locais de ensino tem superado os planos feitos (particularmente desde a década de 1970). Consequentemente, a educação pública está largamente em falta e em declínio, e isso ajudou a educação privada a crescer, apesar disso ter causado uma clara diferença entre aqueles que podem pagar por ela (normalmente a classe média e alta) e o resto da sociedade, já que as escolas privadas normalmente não tem sistemas de bolsa. [carece de fontes?]Aproximadamente um em cada quatro estudantes do primário e secundário, e um em cada seis estudantes universitários vão para instituições privadas.
Há em torno de 11,4 milhões de pessoas envolvidas na educação em 2005:
| \| Nível \| Escolas \| Professores 1 \| Estudantes \| \| Inicial \| 16,298 \| 79,721 \| 1,324,529 \| \| Primário \| 22,196 \| 289,898 \| 4,683,963 \| \| Secundário \| 22,080 \| 133,225 \| 3,372,411 \| \| Vocacional \| 1,870 \| 15,747 \| 509,134 \| \| Universitário \| 85 \| 117,359 \| 1,527,310 \|1 excluíndo 185,776 professores não classificados por nível |         |               |            |
| Nível | Escolas | Professores 1 | Estudantes |
| Inicial | 16,298  | 79,721        | 1,324,529  |
| Primário | 22,196  | 289,898       | 4,683,963  |
| Secundário | 22,080  | 133,225       | 3,372,411  |
| Vocacional | 1,870   | 15,747        | 509,134    |
| Universitário | 85      | 117,359       | 1,527,310  |

### As professoras
Na Argentina mais de 90% dos professores primários são mulheres. Em 1870 Nicolás Avellaneda  escreveu: "La experiencia ha demostrado efectivamente que la mujer es el mejor de los maestros, porque es más perseverante en la dedicación a la enseñanza, desde que no se le presentan como al hombre otras carreras para tentar su actividad o ambición y porque se halla, en fin, dotada de todas esas cualidades delicadas y comunicativas que la hacen apoderarse fácilmente de la inteligencia y de la atención de los niños." Este tipo de apreciação, em consonância com o marco cultural de sua época, fizeram da docência uma atividade predominantemente feminina. Entre 1874 e 1921 se graduaram 2.626 professoras e apenas 504 professores, uma proporção que se mostrou ainda mais desigual com o passar dos anos devido a permanência de estereótipos de gêneros fortemente consolidados.

## O dia do professor
Em 11 de setembro de 1943, durante a Primeira Conferência de Ministros e Diretores de Educação das Repúblicas Americanas se resolveu homenagear a figura de Domingo Faustino Sarmiento  como educador declarando o dia 11 de setembro, data de sua morte, o dia dos professores em todos os países americanos. A resolução dizia:
| “ | Considerando: que es actividad fundamental de la Escuela la educación de los sentimientos, por cuyo motivo no debe olvidarse que entre ellos figura en primer plano la gratitud y devoción debidas al maestro de la escuela primaria, que su abnegación y sacrificio guía los primeros pasos de nuestras generaciones y orienta el porvenir espiritual y cultural de nuestros pueblos; que ninguna fecha ha des ser más oportuna para celebrar el día del maestro que el 11 de septiembre, día que pasó a la inmortalidad, el año 1888, el prócer argentino Domingo Faustino Sarmiento. | ” |